# Allan Johansen
Allan Johansen (Silkeborg, Dinamarca, 14 de julio de 1971) es un exciclista profesional danés, que hizo su debut profesional en 1998 con el equipo Team Chicky World. En 2009 fichó por el equipo Designa Kokken, donde se retiraría al final de esa misma temporada.

## Palmarés
| 1999 - Tour de Düren - GP Aarhus - 1 etapa del Sachsen-Tour - 1 etapa del Tour de Hesse 2002 - 1 etapa del Tour de Rhénanie-Palatinat - París-Bourges 2003 - 2.º en el Campeonato de Dinamarca en Ruta 2004 - Hel van het Mergelland - Gran Premio Jef Scherens | 2005 - 1 etapa del Sachsen-Tour 2006 - G. P. Herning - 1 etapa del Tour de Luxemburgo - 3.º en el Campeonato de Dinamarca Contrarreloj - Campeonato de Dinamarca en Ruta 2008 - Gran Premio de Copenhagen Classic 2009 - 1 etapa de la Rhône-Alpes Isère Tour - 1 etapa de la Ronde de l'Oise |

## Resultados en Grandes Vueltas y Campeonatos del Mundo
| Carrera         | Carrera         | 1998 | 1999 | 2000  | 2001 | 2002 | 2003 | 2004 | 2005  | 2006  | 2007 | 2008 | 2009 |
| --------------- | --------------- | ---- | ---- | ----- | ---- | ---- | ---- | ---- | ----- | ----- | ---- | ---- | ---- |
|                 | Giro de Italia  | —    | —    | —     | —    | —    | —    | —    | —     | —     | —    | —    | —    |
|                 | Tour de Francia | —    | —    | 119.º | —    | —    | —    | —    | —     | —     | —    | —    | —    |
|                 | Vuelta a España | —    | —    | —     | —    | —    | —    | —    | 124.º | —     | —    | —    | —    |
| Mundial en Ruta | Mundial en Ruta | Ab.  | Ab.  | Ab.   | ―    | 72.º | ―    | Ab.  | ―     | 125.º | ―    | ―    | ―    |

―: no participa

Ab.: abandono